# UFC 321 : Aspinall contre Gane
UFC 321 : Aspinall contre Gane est un événement d'arts martiaux mixtes produit par l'Ultimate Fighting Championship qui est prévu le 25 octobre 2025 à l'Etihad Arena d'Abou Dhabi, aux Émirats arabes unis,,,,.     

## Contexte
L'événement marquera la 22e visite de la promotion à Abu Dhabi et la première depuis l'UFC sur ABC : Whittaker contre de Ridder en juillet 2025. 
Un combat pour le championnat des poids lourds de l'UFC entre le champion actuel Tom Aspinall et l'ancien champion par intérim Ciryl Gane est prévu en tête d'affiche de l'événement. 

## Carte de combat
| Carte principale    | Carte principale | Carte principale | Carte principale  | Carte principale | Carte principale | Carte principale | Carte principale |
| Catégorie           |                  |                  |                   | Méthode          | Round            | Chrono.          | Notes            |
| ------------------- | ---------------- | ---------------- | ----------------- | ---------------- | ---------------- | ---------------- | ---------------- |
| Poids Lourds        | Tom Aspinall (c) | c.               | Ciryl Gane        |                  |                  |                  |                  |
| Poids Lourds        | Alexander Volkov | c.               | Jailton Almeida   |                  |                  |                  |                  |
| Poids Lourds-légers | Aleksandar Rakić | c.               | Azamat Murzakanov |                  |                  |                  |                  |
| Poids Lourds        | Hamdy Abdelwahab | c.               | Chris Barnett     |                  |                  |                  |                  |
| Poids Moyens        | Ikram Aliskerov  | c.               | Park Jun-yong     |                  |                  |                  |                  |
| Poids Mouches       | Azat Maksum      | c.               | Mitch Raposo      |                  |                  |                  |                  |

## Combats annoncés
- Combat poids paille féminin : Mizuki Inoue contre Jaqueline Amorim [8]